# Tour de France de 1911
O Tour de France 1911, foi a nona versão da Volta da França realizada entre os dias 2 de julho e 30 de julho de 1911.
Foram percorridos 5.344 km, sendo a prova dividida em 15 etapas. O vencedor alcançou uma velocidade média de 27,322 km/h.
Participaram desta competição 84 ciclistas, chegaram em Paris 24 competidores.
A largada aconteceu no Pont de la Jatte , e a linha final da competição foi no Parc des Princes.

## Resultados

### Classificação geral

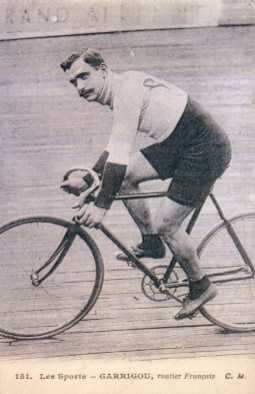
Gustave Garrigou
ciclista francês (1884-1963)
1º na classificação geral.

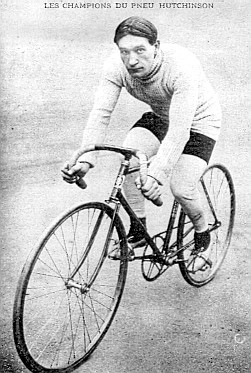
Charles Crupelandt
ciclista francês (1886-1955)
4º na classificação geral.

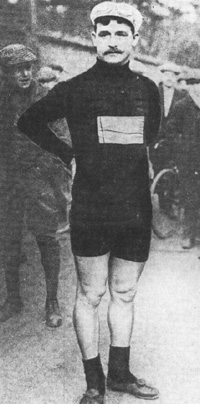
François Faber
ciclista luxemburguês (1887-1915)
vencedor de duas etapas.

| Posição | Nome               | País    | Pontos     |
| ------- | ------------------ | ------- | ---------- |
| 1       | Gustave Garrigou   | França  | 43 pontos  |
| 2       | Paul Duboc         | França  | 61 pontos  |
| 3       | Émile Georget      | França  | 84 pontos  |
| 4       | Charles Crupelandt | França  | 109 pontos |
| 5       | Louis Heusghem     | Bélgica | 135 pontos |
| 6       | Marcel Godivier    | França  | 141 pontos |
| 7       | Charles Cruchon    | França  | 145 pontos |
| 8       | Ernest Paul        | França  | 153 pontos |
| 9       | Albert Dupont      | Bélgica | 158 pontos |
| 10      | Henri Devroye      | Bélgica | 171 pontos |

### Etapas
| Etapa | Data        | Percurso             | km  | Vencedor da etapa  | Líder classificação geral |
| 1ª    | 2 de julho  | Paris - Dunkerque    | 351 | Gustave Garrigou   | Gustave Garrigou          |
| 2ª    | 4 de julho  | Dunkerque - Longwy   | 388 | Jules Masselis     | Jules Masselis            |
| 3ª    | 6 de julho  | Longwy - Belfort     | 331 | François Faber     | François Faber            |
| 4ª    | 8 de julho  | Belfort - Chamonix   | 344 | Charles Crupelandt | Gustave Garrigou          |
| 5ª    | 10 de julho | Chamonix - Grenoble  | 366 | Émile Georget      | Gustave Garrigou          |
| 6ª    | 12 de julho | Grenoble - Nice      | 348 | François Faber     | Gustave Garrigou          |
| 7ª    | 14 de julho | Nice - Marselha      | 334 | Charles Crupelandt | Gustave Garrigou          |
| 8ª    | 16 de julho | Marselha - Perpignan | 335 | Paul Duboc         | Gustave Garrigou          |
| 9ª    | 18 de julho | Perpignan - Luchon   | 289 | Paul Duboc         | Gustave Garrigou          |
| 10ª   | 20 de julho | Luchon - Baiona      | 326 | Maurice Brocco     | Gustave Garrigou          |
| 11ª   | 22 de julho | Baiona - La Rochelle | 379 | Paul Duboc         | Gustave Garrigou          |
| 12ª   | 23 de julho | La Rochelle - Brest  | 470 | Marcel Godivier    | Gustave Garrigou          |
| 13ª   | 26 de julho | Brest - Cherburgo    | 405 | Gustave Garrigou   | Gustave Garrigou          |
| 14ª   | 28 de julho | Cherburgo - Le Havre | 361 | Paul Duboc         | Gustave Garrigou          |
| 15ª   | 30 de julho | Le Havre - Paris     | 317 | Marcel Godivier    | Gustave Garrigou          |

CR = Contra-relógio individual
CRE = Contra-relógio por equipes